# Britische Unterhauswahl 1900
- Labour: 2
- Liberals: 183
- IP: 77
- Sonst.: 6
- Cons.: 402

Die britische Unterhauswahl 1900 fand vom 1. bis 24. Oktober 1900 statt. Sie endete mit einem Sieg der Konservativen. Sie war die erste der Khaki-Wahlen, da sie durch den Zweiten Burenkrieg und der damit verbundenen Stimmung geprägt war. Khaki war die relativ neue Farbe der Uniformen britischer Soldaten.

## Hintergrund
Seit der Wahl von 1895 hatten die Konservativen unter Premierminister Lord Salisbury eine Mehrheit im Unterhaus. Der Zweite Burenkrieg führte sowohl zu einer patriotischen, die Regierung unterstützenden Stimmung als auch zu einer Spaltung der Liberal Party. Ein Teil der Partei um den früheren Premierminister Lord Rosebery, Herbert Henry Asquith, Edward Grey und Richard Burdon Haldane, die sogenannten liberalen Imperialisten, unterstützten den Kriegskurs, während ihn die Pro-Buren-Fraktion um David Lloyd George strikt ablehnte.

## Wahlsystem und Parteien
Gewählt wurde nach dem Mehrheitswahl-System, eine Sperrklausel gab es nicht. Insgesamt traten 1.102 Kandidaten an, davon 243 ohne Gegenkandidat. Von diesen 243 waren 163 Konservative oder Liberale Unionisten, 57 Kandidaten der Irish Parliamentary Party, 22 Liberale sowie ein Kandidat für die Bewegung von Timothy Michael Healy. Von den 670 Sitzen waren daher nur 427 umkämpft. Das Labour Representation Committee, der Vorläufer der heutigen Labour Party, kandidierte erstmals und stellte 15 Kandidaten auf.

## Ergebnisse
Obwohl die Tories nur 5,6 % vor den Liberalen lagen, konnten sie durch das Mehrheitswahlrecht mehr als doppelt so viele Sitze gewinnen. So kamen die Konservativen auf 402 und die Liberalen auf 183 Sitze. Für das Labour Representation Committee zogen mit dem Sozialisten Keir Hardie und dem Gewerkschafter Richard Bell zwei prominente Persönlichkeiten ins Unterhaus ein.
Nach den Wahlen konnte sich die Regierung unter Robert Gascoyne-Cecil, 3. Marquess of Salisbury behaupten und ihre konservativ-aristokratische Politik mit der Ausrichtung eines starken Empire weiterführen. Winston Churchill, der zuvor eine abenteuerliche Flucht aus einem Gefängnis in Südafrika hinter sich gebracht und große Bekanntheit erlangt hatte, wurde erstmals ins Unterhaus gewählt.

## Wahlergebnis

Ergebnisse in den Wahlkreisen. In einigen Wahlkreisen konnten zwei Kandidaten gewählt werden. Die Farben zeigen die Parteizugehörigkeit des jeweiligen Wahlkreisgewinners. Schraffiert sind Wahlkreise mit Gewinnern aus verschiedenen Parteien.

Insgesamt waren 6.730.935 Personen wahlberechtigt, die Wahlbeteiligung betrug 75,1 %.
| Partei  | Partei                                     | Stimmen   | Stimmen | Stimmen | Sitze  | Sitze |
| Partei  | Partei                                     | Anzahl    | %       | +/−     | Anzahl | +/−   |
| ------- | ------------------------------------------ | --------- | ------- | ------- | ------ | ----- |
|         | Conservative Party und Liberale Unionisten | 1.637.683 | 50,2    | +1,0    | 402    | −9    |
|         | Liberal Party                              | 1.469.500 | 45,0    | −0,5    | 183    | +6    |
|         | Irish Parliamentary Party                  | 57.576    | 1,8     | −0,8    | 77     | +7    |
|         | Labour Representation Committee            | 41.900    | 1,3     |         | 2      |       |
|         | Unabhängige Healyite Irish Nationalist     | 20.064    | 0,6     |         | 4      |       |
|         | Unabhängige Konservative                   | 13.713    | 0,4     |         | 0      |       |
|         | Unabhängige Liberale                       | 6.423     | 0,2     | +0,1    | 1      | +1    |
|         | Unabhängige                                | 4.800     | 0,2     | +0,2    | 0      | ±0    |
|         | Unabhängige Nationalisten                  | 3.642     | 0,1     | ±0,0    | 1      | +1    |
|         | Scottish Workers’ Representation Committee | 3.107     | 0,1     |         | 0      |       |
|         | Unabhängige Liberale Unionisten            | 1.855     | 0,1     |         | 0      |       |
|         | Unabhängige Labour                         | 433       | 0,0     |         | 0      |       |
|         | Gesamt                                     | 3.262.696 | 100,0   |         | 670    |       |
| Quelle: |                                            |           |         |         |        |       |